# 연남로 (인천)
연남로(Yeonnam-ro)는 인천광역시 연수구 선학동에서 미추홀구 관교동까지 이르는 인천광역시도로, 총 연장은 9.630 km이다.

## 유래
도로의 명칭이 유래된 것은 연수구와 남구(미추홀구), 남동구의 경계에 걸쳐 있는 도로로 구와 관련된 명칭을 조합하여 제명되었다.

## 역사
- 2009년 7월 6일 : 도로명으로 연남로를 고시

## 주요 경유지
- 연수구
  - 선학동
- 남동구
  - 구월동
- 미추홀구
  - 관교동

## 접촉하는 도로
- 인하로
- 매소홀로

## 주요 건물 및 시설
- 인천종합버스터미널 (연남로 35/관교동 15)
- 가로판매대 (연남로 34-1/구월동 1335-4)